# Corul Național de Cameră „Madrigal – Marin Constantin”
Corul Național de Cameră „Madrigal – Marin Constantin” este unul din cele mai renumite ansambluri corale din România și din lume. Numele îi provine de la madrigal, o formă de muzică de cameră, din secolul XIV.
Fondat în 1963, Madrigal a cucerit elogiile criticii muzicale internaționale și a fost distins cu numeroase premii și distincții în România și în lume. Sub bagheta dirijorului și fondatorului său, maestrul Constantin Marin, a susținut peste mii de concerte pe cele mai importante scene ale lumii, devenind un reper al vieții muzicale și diplomației culturale naționale și internaționale.

## Istoric
Corul Național de Cameră "Madrigal-Marin Constantin" a fost fondat la 11 aprilie 1963, la inițiativa profesorului și muzicianului Marin Constantin și a unui grup de studenți pasionați de muzica de cameră, în cadrul Conservatorului de muzică "Ciprian Porumbescu" din București, pentru ca, în 1968, să devină formația muzicală profesionistă a acestui Conservator (numit în prezent Universitatea Națională de Muzică din București). În prezent, Corul Național de Cameră „Madrigal – Marin Constantin” este o instituție publică de concerte de importanță națională, aflată în subordinea Ministerul Culturii (România). 

## Informații generale
Cu o activitate neîntreruptă de peste 60 de ani, Corul Madrigal este cel mai apreciat ansamblu coral profesionist din România, implicat activ în dezvoltarea mișcării corale din țară, prin Programul Național Cantus Mundi. Fondat în 1963, de către dirijorul Marin Constantin, Corul Madrigal a devenit imediat o prezență aplaudată pe cele mai importante scene ale Europei. Componența membrilor a fost în permanență rafinată, astfel încât doar cei mai înzestrați studenți sau absolvenți ai Conservatorului din București au ajuns să-și însușească statutul de “madrigalist”, iar criticii vremii au comparat performanța corului și a dirijorului cu “o vioară Stradivarius în mâna lui Paganini” (Dobrica Stevanović, 1968).
Pe măsură ce s-au adunat deceniile de activitate muzicală, notorietatea ansamblului s-a consolidat în urma miilor de concerte susținute pe patru continente, sub coordonarea fondatorului, care s-a stins în 2011. Discipolii maestrului Marin Constantin au dus mai departe conceptul unic creat prin sonoritatea specifică non-vibrato, amplasamentul stereofonic în scenă și costumele impunătoare. De asemenea, corul și-a întregit denumirea, prin preluarea numelui fondatorului său, devenind Corul Național de Cameră „Madrigal – Marin Constantin”. Dirijorul actual al ansamblului este Anna Ungureanu, muzician cu experiență de aproape un deceniu alături de maestrul Marin Constantin.
Repertoriul corului include sute de lucrări din perioada Renașterii europene, muzică bizantină, bijuterii ale muzicii clasice românești, tradiționalele colinde, compoziții contemporane și lucrări vocal instrumentale. De altfel, chiar denumirea ansamblului denotă înclinația spre creația medievală, madrigalul fiind o scurtă compoziție muzicală vocală, polifonică, cu caracter liric, specifică secolului al XVI-lea. Pe lângă scena marilor săli de concert, sonoritatea blândă și rotundă a vocilor bărbătești mature s-a împletit cu cea dulce și eterică a vocilor feminine tinere și în cele peste 60 de CD-uri înregistrate până în prezent.
În anul 2003, Corul Madrigal a primit din partea Președinției României Ordinul “Meritul Cultural” în Grad de Comandor. Începând din anul 2014, instituția și-a întregit denumirea, preluând numele fondatorului său, astfel devenind Corul Național de Cameră “Madrigal - Marin Constantin”.
Statutul de ambasador cultural al Corului Madrigal a fost reconfirmat recent, la Geneva, când ansamblul a primit titlul de Ambasador al Libertății, Speranței și Păcii, prin premiul “Jean Nussbaum and Eleanor Roosevelt”. Distincția a fost acordată la Palatul Națiunilor Unite, în cadrul Summit-ului Global de Religie, Pace și Securitate, desfășurat la finalul anului 2016. De asemenea, în 2017, Corul Madrigal, dirijat de Anna Ungureanu, a concertat la Ierusalim, în cadrul unui eveniment ale cărui obiective au fost explorarea valorilor culturale universale și promovarea identității culturale europene. Sala din incinta Muzeului Național al Israelului, care a găzduit concertul, este spațiul unde se întâlnesc simbolic cele trei mari religii din Ierusalim, printre exponate numărându-se o sinagogă, o moschee și o basilisă.
Anul 2018, care marchează un secol de la finalul primului război mondial, reprezintă oportunitatea perfectă de reiterare a legăturii culturale puternice începute în mandatului lui Marin Constantin, Goodwill Ambassador UNESCO, dar și o nouă etapă, a maturizării cântului coral, care depășește pragul studenției și care astăzi reprezintă un reper imuabil. Prezența la Paris a Corului Madrigal în deschiderea Sezonului Cultural România - Franța arată o continuitate a relațiilor consolidate în cadrul Festivalului Internațional “George Enescu”, unde pe 17 septembrie 2017, la Ateneul Român, Orchestra Ensemble Instrumental de Paris și Corul Madrigal au adus în atenția publicului bucureștean operele lui W.A. Mozart, într-o îmbinare stilistică franco-română. 
Astfel, în aprilie 2018, Corul Madrigal, dirijat de Anna Ungureanu, a inaugurat concertistic Sala Rondă a Bibliotecii British Museum (Grand Court) din Londra, în cadrul Festivalului „Europe and the world”, iar pe 27 și 28 noiembrie, ansamblul s-a aflat la Paris, unde deschis muzical Sezonul Cultural România - Franța 2019 cu trei concerte: la Domul Invalizilor alături de Ansamblul Instrumental din Paris / Ensemble Instrumental de Paris dirijat de maestrul Christian Ciucă, la Centrul Național de Artă și Cultură Georges Pompidou și la Catedrala St. Clotilde. Evenimentele de la Paris au continuat cu concertele susținute la Lyon, Bordeaux și cu cel de la sediul Organizației Mondiale a Proprietății Intelectuale din Geneva. 
În 2019, pe lângă turneele și Concertele  Extraordinare de Crăciun și de Paște, adevărate fenomene muzicale în România, ansamblul a fost parte integrantă a spectacolului La Cetra d’Orfeo „Ay Amor!”, un proiect conceput și dirijat de muzicianul belgian Michel Keustermans în cadrul Festivalului Internațional „George Enescu”, iar în luna noiembrie, partidele de voci feminine (sopran și alto) s-au alăturat Orchestrei Simfonice din Hamburg, dirijate de maestrul Ion Marin - Directorul de onoare al Corului Madrigal - pentru concertul „Doppelfenster: Beethoven und Pergolesi”. 
Creator de evenimente prin excelență, Corul Madrigal a susținut, în condițiile complicate ale anului 2020 Stagiunea estivală în aer liber, cu cinci concerte – spectacol, cu tematici, repertorii, costume și abordări artistice diferite: „Hora staccato”, „Madrigal cântă copiilor”, „Muzica Renașterii”, „Bijuterii corale” și „Ave Maria”. 
De asemenea, în între lunile noiembrie 2020 și mai 2021, Corul Madrigal a lansat înregistrările celebrelor sale Concerte Extraordinare de Crăciun și de Paște, dirijate de Anna Ungureanu și Cezar-Mihail Verlan, ce pot fi regăsite gratuit și pe nou creată aplicație online Madrigal App - https://app.madrigal.ro/ Arhivat în 9 iulie 2021, la Wayback Machine., precum și cinci noi albume discografice alături de Roton Music – trei albume „Madrigal de Crăciun” / ”Madrigal for Christmas” (pentru care a primit Discul de Aur) și două albume dedicate sărbătorilor pascale – „Ave Maria”, dirijor Anna Ungureanu și „Săptămâna Patimilor”, dirijor Cezar-Mihail Verlan.
Încă de la înființarea sa, Corul Madrigal a avut o traiectorie europeană, fiind prezent la festivalurile din marile orașe muzicale de pe continent și primit de fiecare dată cu entuziasm din partea spectatorilor care au strigat frecvent “Les Champions, Les Champions”. Astăzi, ansamblul coral aduce spiritul european în mintea și inima copiilor, odată cu promovarea cântului coral, prin Programul Național Cantus Mundi. Pe lângă activitatea concertistică susținută, Corul Național de Cameră “Madrigal-Marin Constantin” este inițiatorul celei mai ample mișcări de promovare a cântului coral în România. Lansată în anul 2011, în mod voluntar, la inițiativa dirijorului Ion Marin, ideea care din 2014 a devenit Programul Național Cantus Mundi, a prins un contur remarcabil. Peste 80.000 de copii din România au aderat la această mișcare națională, în prezent fiind înscrise peste 2.280 coruri pe platforma online www.cantusmundi.com.
Pentru membrii corului, Madrigalul este o adevărată școală, pentru România, este un brand de țară, iar pentru Europa, este o parte relevantă a patrimoniului cultural al continentului.

## Fondator
Reprezentant de seamă al școlii muzicale românești contemporane, Marin Constantin rămâne în istoria culturii ultimelor decenii drept dirijorul - fondator al Corului Național de Cameră „Madrigal - Marin Constantin”.
A absolvit Facultatea de Pedagogie Muzicală și Dirijat Coral a Universității Naționale de Muzică din București (1944-1949) și Facultatea de Pedagogie, Psihologie și Filozofie a Universității din București (1945-1949), sub îndrumarea profesorilor G. G. Antonescu, Mircea Florian, Dimitrie Gusti, Mihail Ralea și Tudor Vianu. În perioada studiilor, a fost și învățător (1944-1948) la Fundația Culturală "Regele Mihai I". În 1956 a devenit membru al Uniunii Compozitorilor și Muzicologilor din România, iar între anii 1976-1994, a condus cursuri internaționale de dirijat și interpretare corală în Italia, Elveția, Columbia, Mexic, Ecuador, Luxemburg, Venezuela, SUA, susținând și concerte alături de coruri reprezentative din aceste țări.
Distincțiile și titlurile primite pentru activitatea sa includ Medalia UNICEF (1968), Premiul Criticii Muzicale Germane (1971), Una Vita per l'Arte - David Michelangelo d'Oro (Italia, 1977), Medaille en Vermeil (Luxemburg, 1978), Director de Onoare al Conservatorului de Muzică din Tolima și Mexico City (din 1975),  Ambasador al Bunăvoinței al UNESCO (1992), Diploma de Onoare a Uniunii Compozitorilor și Muzicologilor din România (1985-1993), Titlul de "Omul Internațional al Anului" (1990, 1992, 1994), Diploma de Onoare a Ministerului Educației și Cercetării, Doctor Honoris Causa al Academiei de Muzică "Gheorghe Dima" din Cluj Napoca (1994) și Ordinul Național "Serviciul Credincios", în grad de “Mare Ofițer” (2000).

## Conducerea actuală
Ion Marin - Președintele de Onoare al Corului Național de Cameră “Madrigal - Marin Constantin”
Personalitate importantă a scenei muzicale internaționale, Ion Marin este unul dintre puținii dirijori care au atins celebritatea la nivel mondial, atât în aria simfonică, precum și în cea a operei. Deschiderea sa amplă către repertorii simfonice și vocal-simfonice face ca toate reprezentațiile maestrului Ion Marin să fie exemple de creativitate, inovație și angajament. 
Născut într-o familie de muzicieni, a studiat de la vârsta de 3 ani și jumătate cu profesori de prestigiu. A urmat studii de compoziție, dirijat și pian la Conservatorul “Ciprian Porumbescu” din București, pe care l-a absolvit în 1983. La clasa de dirijat i-a avut ca profesori pe Constantin Bugeanu și Iosif Conta, iar la clasa de compoziție a studiat cu Tiberiu Olah, Ștefan Niculescu și Anatol Vieru, perfecționându-se apoi cu celebrități precum Franco Ferrara, Carlo Zecchi sau Sándor Végh. Maestrul Ion Marin a studiat, de asemenea, filozofie și istoria religiilor. La doar 21 de ani, Ion Marin a câștigat primul său post de conducere, cel de director muzical al Filarmonicii “Transilvania” din Cluj-Napoca. 
Gama de repertorii simfonice și vocal-simfonice îl recomandă ca dirijor creativ și inovativ recunoscut pe tot mapamondul, ceea ce a dus la colaborarea cu cele mai mari orchestre ale lumii și cu unii dintre cei mai renumiți soliști precum Luciano Pavarotti, Plácido Domingo, José Carreras, Montserrat Caballé, Angela Gheorghiu, Cecilia Bartoli, Renée Fleming, Anna Netrebko, Waltraud Meier, Jessye Norman, Jonas Kaufmann, Thomas Hampson, Ruggero Raimondi, Roberto Alagna și Dmitri Hvorostovsky. Discografia maestrului Ion Marin este alcătuită din peste 40 de titluri publicate de case de discuri de prestigiu, cum ar fi Deutsche Grammophon, Decca, EMI, Sony și Philips. Înregistrările sale remarcabile i-au adus trei nominalizări Grammy (SUA), Diapason d’Or (Franța) și German Record Critics’ Prize (Germania). 
În luna noiembrie 2020, Celebra Universitate  Mozarteum de la Salzburg a anunțat numirea dirijorului Ion Marin în calitate de Prof. Univ., coordonatorul catedrei de dirijat coral Claudio Abbado și conducător artistic al activității de concert a universității. 
În luna ianuarie 2021, Ministerul Culturii din Franța a anunțat decorarea dirijorului român Ion Marin cu Ordinul Artelor și Literelor în grad de Cavaler (Chevalier de l'Ordre des Arts et des Lettres), una dintre cele mai importante distincții ministeriale ale Franței, acordată pentru „contribuția și angajamentul în serviciul culturii”, după cum se menționează în scrisoarea oficială transmisă de Ministrul Culturii din Franța, doamna Roselyne Bachelot-Narquin. 
Din anul 2011, dirijorul Ion Marin este Președintele Fondator al Programul Național Cantus Mundi, platformă al cărei scop îl constituie integrarea socială a copiilor din întreaga țară, prin intermediul cântului coral.
Anna Ungureanu - Dirijorul Principal al Corului Național de Cameră “Madrigal - Marin Constantin”
Specializată în dirijat sub coordonarea renumiților muzicieni Marin Constantin și Ion Marin, Anna Ungureanu a susținut concerte în numeroase țări din Europa și Asia. Începând din 2014, Anna Ungureanu, care este doctor în muzică și dirijor principal al Corului Național de Cameră “Madrigal - Marin Constantin”, a fost numită Director Artistic al Programului Național Cantus Mundi, inițiat de dirijorul Ion Marin. Pe lângă impresionanta carieră în calitate de dirijor coral, ea este și un exemplu care inspiră generațiile viitoare de dirijori de cor din România, susținând periodic cursuri în cadrul Programului Național Cantus Mundi. Scopul programului este să încurajeze, să susțină și să promoveze muzica de cor în toate instituțiile de educație din România.
Emil Pantelimon - Managerul Corului Național de Cameră “Madrigal - Marin Constantin”
Începându-și cariera la o vârstă foarte tânără, Emil Pantelimon a coordonat, în ultimii 18 ani, nenumărate programe educaționale și culturale pentru tineret. A lucrat în cabinetele a doi miniștri ai culturii în România, pe comunicare și artele spectacolului. Cu o licență în Științe Politice și o acreditare în Politici Externe și Diplomație, el creează medii orientate spre rezultate în fiecare echipă pe care o conduce. Emil Pantelimon este, din 2015, managerul Corului Național de Cameră “Madrigal - Marin Constantin”. Viziunea sa de management are impact asupra miilor de copii din toată țara, care își văd visul cu ochii, atunci când urcă alături de Corul Național de Cameră “Madrigal - Marin Constantin”, pe aceeași scenă, prin intermediul Programului Național Cantus Mundi.

## Imprimări
LP-uri și peste 50 de CD-uri la casele de discuri Electrecord, Roton Music, Intercont, Decca -„ Mysterium” cu Angela Gheorghiu, Filarmonica din Londra și dirijorul Ion Marin.
Trei monografii despre Corul Madrigal și Marin Constantin semnate Viorel Cosma, Marin Constantin în dialog cu Iosif Sava și Grigore Constantinescu.

## Filme
Filme realizate la Studiourile Sahia și România Film: Cântecele Renașterii obținând Marele Premiu Palme d'Or la Festivalul de film de la Cannes (1968); Ritual pentru setea pământului, Marea trecere (1971), filmări în Italia, Germania, Olanda, Franța, Belgia etc.
- 1991: Un Madrigal pentru Japonia, produs de Studiourile TVR
- 1993: Madrigal XXX - un Stradivarius în mâinile lui Paganini - TVR și „Madrigal XXX”, TV Soti
- 1994: "Madrigalul la Veneția - Antena 1
- 2001: Angela Gheorghiu în România, produs de BBC

## Titluri, premii și distincții
- Medalia UNICEF (1968)
- Premiul Criticii Muzicale Germane - Berlin, Germania (1971)
- Săgetătorul de Aur – Italia (1976)
- Una Vita per l’Arte – David Michelangelo d’Oro – Italia (1977)
- Diploma de Onoare și Premiul „Marele Duce Adolphe” – Luxemburg (1979)
- Medaille en Vermeil – Luxembourg (1979)
- Premiul Excepțional al ATM pentru Tratatul „Arta construcției și interpretării corale” al lui Marin Constantin - 1984
- Corul Madrigal - Bun al Patrimoniului Universal UNESCO - Paris, 1992
- Premiul Magnum al Fundației Mihail Jora (1993)
- Diploma de Onoare a Uniunii Compozitorilor și Muzicologilor din România, de 2 ori (1985, 1993)
- Meritul Cultural în grad de Comandor - oferit de Președinția României (2003)

## Discografie
• Discuri (vinil) în România la Casa de Discuri "Electrecord":
- Madrigale / ST ECE 0264
- Madrigale / ST ECE 01851
- "G.P. de Palestrina" / STM ECE 0872
- "Miniaturi preclasice" / STM ECE 0899
- "Disc Jubiliar pentru a 10-a aniversare a Corului Madrigal" / STM ECE 0825
- "Muzică contemporană românească" / ST ECE 0416
- "Muzică contemporană românească" / ST ECE 01127
- "Muzică contemporană românească" / ST EXE 01767
- "Colinde românești" / ST EXE 0308

...{completări}

### Albume în România
- "Il Rinascimento Europeo" (Madrigale, motete) / EDC 177 ADD
- "Eximbank - Corul Madrigal" (Madrigale, motete) / ACD 02 ADD
- "G.P. da Palestrina" (Missa, motetti i madrigali) / EDC 178 ADD
- 5 albume în colaborare cu Roton Music România

...{completări}

### Albume în străinătate
- "Colinde românești" / Deesse, Paris, Franța
- "G.P. de Palestrina" / Deesse, Paris, Franța
- "Missa Păcii" de Gheorghe Zamfir / Philips
- "Missa Criolla" de Ariel Ramirez - Centrul Internațional de Studii Muzicale / Roma, Italia
- "G.P. de Palestrina" / Tokyo, Japonia
- 5 albume în colaborare cu Casa de discuri Electrecord, Germania

## Filme și filme de televiziune

### În România (Studiourile Sahia și România Film)
- "Cântecele Renașterii", regizor Mirel Ilieșiu - "Palme d'Or" la Festivalul de film de la Cannes (1968)
- "Cântece Românești de altădată"
- "Ritual pentru setea pământului"
- "Marea trecere" (1971)
- "Colinde românești cu Corul Național de Cameră Madrigal"; realizator: Georgeta Ciobanu, film realizat pentru TVR (feb. 1990)
- "Un Madrigal pentru Japonia", produs de Studiourile TVR (1991)
- "Madrigal XXX", TV Soti (1993)
- "Madrigal XXX - un Stradivarius în mâinile lui Paganini", TVR (1993)
- "Anul Marcian" - trei filme realizate de Antena 1 cu Madrigalul la Veneția (1994)
- Film cu Angela Gheorghiu la Mănăstiri, TVR (2001)
- Concert extraordinar EFES - "Madrigal și Gheorghe Zamfir" (2005)
- Film de televiziune "Noapte de Decembrie" cu Ștefan Iordache, spectacol de colinde și poezie românească (2005)
- Film de arhivă - "Serata aniversară Marin Constantin - 83 de ani"; realizator: Virgil Oprina (feb. 2007)

### În străinătate
- "G.P. da Palentina" - Italia, 1967
- Film de Revelion realizat de Televiziunea Franceză, 1971
- "Corul Madrigal din București", film realizat în Belgia, 1972
- Film din seria "Coruri Celebre" - Germania, 1974
- Missa Criolla - Italia, 1975, la Centrul Internațional de Studii Muzicale
- "Amsterdam-București", în colaborare cu Televiziunea Olandeză, 1980
- "Corul Madrigal din București" (film de Viorel Sergovici) - Societatea Japonează pentru dezvolatarea Muzicii
- Corul Madrigal la UNESCO, film de Ștefan Maitek, 1992
- Film cu Angela Gheorghiu la Mănăstiri, realizat de postul britanic BBC, 2001